# ウイング神姫
株式会社ウイング神姫（ウイングしんき）は、兵庫県宍粟市に本社を置く日本のバス事業者。神姫バスの子会社である。
2022年10月1日付で、神姫グリーンバスがウエスト神姫を吸収合併するとともに、現社名に商号変更した。なおこれに伴い、本社は旧神姫グリーンバスエリアの神河町から旧ウエスト神姫エリアの宍粟市に移転している。
乗合バス、貸切バスの運行、自家用バスの運転保守管理、旅行代理業を営む。

## 沿革
- 2022年（令和4年）10月1日
  - 神姫グリーンバス株式会社が株式会社ウエスト神姫を吸収合併[1]し、株式会社ウイング神姫へ商号変更[1]。
  - 本社を兵庫県神崎郡神河町中村39-1から、兵庫県宍粟市山崎町山田80番地2（旧・ウエスト神姫山崎営業所）へ移転[3]。また登記上の本店所在地も兵庫県姫路市西駅前町1番地（神姫バス本社）から同所へ移転[1]。

## 営業所
（ ）内は営業所・出張所の略号。

### 姫路ナンバー
- 相生営業所（相）
  - 兵庫県相生市竜泉町394-1
- 相生営業所テクノ車庫（相）
  - 兵庫県たつの市新宮町光都1-20-4

- 赤穂営業所（赤）
  - 兵庫県赤穂市加里屋中州3-53-1
- '東備西播定住自立圏圏域バス（ていじゅうろう）や赤穂市コミュニティバスゆらのすけの運行受託

- 山崎営業所（山）
  - 兵庫県宍粟市山崎町山田字漆田79（山崎営業所バス停）

神姫バス姫路営業所山崎出張所の路線の管理受託も行う。
- 山崎営業所千種車庫（山）
  - 兵庫県宍粟市千種町千草900
- 山崎営業所横山車庫（山）
  - 兵庫県宍粟市一宮町横山224-3
- 山崎営業所皆木車庫（山）
  - 兵庫県宍粟市波賀町皆木
- 山崎営業所龍野車庫（山）
  - 兵庫県たつの市龍野町旭町154
- 山崎営業所大浦車庫（山）
  - 兵庫県たつの市御津町室津1237

- 粟賀営業所（粟）
  - 兵庫県神崎郡神河町中村39番地1
- 粟賀営業所生野車庫（粟）
  - 兵庫県朝来市生野町口銀谷2208-4

- 北条営業所（北）
  - 兵庫県加西市玉丘町字宮ノ前地蔵西748番地（北条営業所バス停）

自社路線はなく、神姫バス姫路営業所北条出張所の路線の管理受託のみ。

### 神戸ナンバー
- 西脇営業所（脇）
  - 兵庫県西脇市下戸田字正路田270番地58（西脇市役所バス停）

西脇市と多可町のコミュニティバスの運行も受託
- 西脇営業所鍛冶屋車庫（脇）
  - 兵庫県多可郡多可町中区鍛冶屋（鍛冶屋バス停）
- 西脇営業所鳥羽車庫（脇）
  - 兵庫県多可郡多可町加美区鳥羽（鳥羽上バス停）
- 西脇営業所大屋車庫（脇）
  - 兵庫県多可郡多可町八千代区大屋（大屋バス停）

- 篠山営業所（篠）
  - 兵庫県丹波篠山市糯ヶ坪24番地1

篠山営業所バス停）、【丹波篠山市】meGREEN（めぐりーん）や丹波篠山市コミバスも運行受託
- 篠山営業所清水車庫（篠）
  - 兵庫県加東市平木（清水バス停）
- 篠山営業所福住車庫（篠）
  - 兵庫県丹波篠山市福住（福住バス停）
- 篠山営業所草山温泉車庫（篠）
  - 兵庫県丹波篠山市遠方（草山温泉バス停）
- 篠山営業所坂尻車庫（篠）
  - 兵庫県丹波市山南町坂尻47-1（坂尻バス停）
- 篠山営業所佐治車庫（篠）
  - 兵庫県丹波市青垣町佐治615（佐治バス停）
- 篠山営業所野瀬車庫（篠）
  - 兵庫県丹波市春日町野瀬734（野瀬バス停）
- 篠山営業所柏原車庫（篠）
  - 兵庫県丹波市柏原町柏原1057-1

柏原新町バス停前、2021年4月1日開設（過去に存在した柏原車庫とは別の場所、移転前の丹波市子ども若者サポートセンター跡地を居抜き入居）

## 路線

### 現行路線
神姫グリーンバス・ウエスト神姫の各項を参照。

## 車両
親会社の神姫バスと同様、いすゞ・日野・三菱・日産ディーゼルの4メーカーの車両を保有する。
自社発注車や神姫バスグループ間での転属車が主に使用されているが、淡路交通・姫路市交通局・明石市交通局などグループ外から移籍してきた車両もある。
篠山営業所には企業貸し切り輸送用に観光型車両が配置されている。